# Бжесць (Куявсько-Поморське воєводство)
Бжесць (пол. Brześć) — село в Польщі, у гміні Крушвиця Іновроцлавського повіту Куявсько-Поморського воєводства.
Населення — 292 особи (2011).
У 1975-1998 роках село належало до Бидгощського воєводства.

## Демографія
Демографічна структура станом на 31 березня 2011 року:
|          | Загалом | Допрацездатний вік | Працездатний вік | Постпрацездатний вік |
| -------- | ------- | ------------------ | ---------------- | -------------------- |
| Чоловіки | 142     | 25                 | 104              | 13                   |
| Жінки    | 150     | 29                 | 90               | 31                   |
| Разом    | 292     | 54                 | 194              | 44                   |